# Ereteken van Anna-Luise
Het in 1915 gestichte Ereteken van Anna-Luise (Duits: Anna-Luisen-Verdienstzeichen) kan tot de damesorden worden gerekend. De Schwarzburgse vorstendommen Schwarzburg-Rudolstadt en Schwarzburg-Sondershausen, die sinds 1909 in een personele unie onder vorst Günther Victor van Schwarzburg verenigd waren, kenden vooral eretekens in plaats van ridderorden. De onderscheiding werd tijdens de Eerste Wereldoorlog 215 maal verleend, met name aan dames die zich voor de verzorging van de soldaten aan het front en de gewonden inzetten.
De onderscheiding is genoemd naar Anna Luise van Schwarzburg (1871-1951).
Het ereteken is een ovale zilveren medaille met verstrengelde door een vorstenkroon gedekte initialen "SA" boven het jaartal 1915 en als randschrift "VERDIENSTE UMS VATERLAND". De medaille werd aan een strik van blauwe zijde met gouden strepen langs de randen op de linkerschouder gedragen.
Eredame in de Huisorde van Oranje ·
Prinsessenkruis van de Huisorde van Albrecht de Beer ·
Theresia-orde ·
Sint-Elisabeth-orde ·
Sint Anna-orde ·
Dames van Rougemont ·
Sidonia-orde ·
Bulgaarse Orde van de liefdadigheid ·
Orde van de Perfecte Vriendschap ·
Orde van de Rechtschapenheid ·
Orde van de Slavinnen van de Deugd ·
Elisabeth-orde ·
Moederkruis ·
Orde van Sint-Olga en Sint-Sophia ·
Orde voor Goede Daden ·
Koninklijke Victoria en Albert-orde ·
Keizerlijke Orde van de Kroon van Indië ·
Koninklijke Orde van het Rode Kruis ·
Orde van de Kostbare Kroon ·
Orde van het Sterrenkruis ·
Orde van de Zon ·
Orde van de Pleiaden ·
Louisen-Orde ·
Herinneringskruis voor Dames ·
Orde van de Heilige Catharina ·
Sidonia-orde ·
Damesorde van de Doodskop ·
Ereteken van Anna-Luise ·
Orde van Liefdadigheid ·
Olga-orde ·
Orde van Vorstin Olha ·
Onderscheidingskruis van de Heilige Apostelgelijke Vorstin Olga
Zie voor meer damesorden en onderscheidingen: De Lijst van Damesorden